# Горле (Італія)
Го́рле, Ґо́рле (італ. Gorle) — муніципалітет в Італії, у регіоні Ломбардія, провінція Бергамо.
Горле розташоване на відстані близько 480 км на північний захід від Рима, 50 км на північний схід від Мілана, 4 км на схід від Бергамо.
Населення — 6570 осіб (2014).
Щорічний фестиваль відбувається 8 вересня. Покровитель — Natività di Maria Vergine.

## Демографія
Населення за роками:

Станом на 1 січня 2023 року в муніципалітеті офіційно проживало 539 іноземців з 50 країн, серед них 118 громадян країн Євросоюзу та 46 громадян України.

## Сусідні муніципалітети
- Бергамо
- Педренго
- Раніка
- Сканцорошіате
- Серіате
- Торре-Больдоне